# Zawodzie (województwo śląskie)
Zawodzie – wieś w Polsce, położona w województwie śląskim, w powiecie częstochowskim, w gminie Poczesna.

## Integralne części wsi
| SIMC    | Nazwa         | Rodzaj    |
| ------- | ------------- | --------- |
| 0142591 | Kolonia Borek | część wsi |

## Historia
Pierwotnie wieś nazywała się Raków. Od początku XVII w. leżała na terenie parafii św. Jana Chrzciciela w Poczesnej. Pod nazwą Raków występuje na mapie pochodzącej z 1792 roku.
W wyniku II rozbioru Polski wieś znalazła się w granicach Prus, w prowincji Prusy Południowe. Leżała w powiecie częstochowskim, w departamencie łęczyckim, następnie piotrkowskim, a od 1798 roku w departamencie kaliskim. W latach 1807–1815 leżała w Księstwie Warszawskim, w powiecie częstochowskim, w departamencie kaliskim. Po Kongresie Wiedeńskim leżała w Królestwie Polskim, w powiecie częstochowskim, w obwodzie wieluńskim, w województwie kaliskim, od 1837 roku w guberni kaliskiej Imperium Rosyjskiego. Od 1867 roku wchodziła w skład powiatu częstochowskiego w guberni piotrkowskiej.
W wyniku odzyskania niepodległości przez Polskę w 1918 roku znalazła się w granicach II Rzeczypospolitej. Po wybuchu II wojny światowej została włączona do III Rzeszy. Znajdowała się w powiecie Blachownia w rejencji opolskiej w prowincji Śląsk (od stycznia 1941 roku w nowej prowincji Górny Śląsk).
Po wojnie wieś stała się częścią powiatu częstochowskiego w województwie kieleckim (od 1950 w katowickim). W latach 1975–1998 miejscowość należała administracyjnie do województwa częstochowskiego.
Na terenie wsi znajduje się młyn (początkowo był to młyn wodny) z początku XX wieku, działający do lat 90. XX wieku. Działa (do 2014 r.) piekarnia założona i prowadzona przez rodzinę Gawrońskich.
W pobliżu wsi, w dawnej osadzie Niwy znajdują się dwa akweny, utworzone w miejscach wydobycia torfu i piasku. W 1951 roku uruchomiono kopalnię rud żelaza „Teodor”, później kopalnię „Niwy-Teodor” oraz kopalnię „Niwy”, znajdujące się na granicy pobliskiej wsi Osiny. Ich nazwy pochodzą od nazwy osady Niwy.
W 2010 roku miejscowość została nawiedzona przez powódź w wyniku wylania rzeki Warty.

## Parafia rzymskokatolicka
Parafianie wyznania rzymskokatolickiego podlegają pod parafię św. Jana Chrzciciela w Poczesnej.

### Cmentarz parafialny
Na terenie wsi znajduje się cmentarz parafialny. Jest to najstarszy cmentarz w gminie Poczesna. Pierwsza wzmianka o nim pochodzi z 1835 roku. W 1875 roku został ogrodzony, a później dwukrotnie poszerzony w 1895 roku oraz po II wojnie światowej. Cmentarz leży przy rondzie krzyżującym ulice Cmentarną i Długą. Znajdują się na nim dęby szypułkowe, z których jeden, liczący 250 lat, jest pomnikiem przyrody (jedyny w gminie). Wśród grobów znajduje się mogiła poświęcona żołnierzom walczącym w II wojnie światowej oraz grób księdza Boguchwała Tuory, męczennika za wiarę.

## Komunikacja

### Linie kolejowe
- 1 Warszawa-Katowice (magistrala kolejowa)

### Linie autobusowe
- Wieś jest obsługiwana przez MPK Częstochowa, linię nr 65.

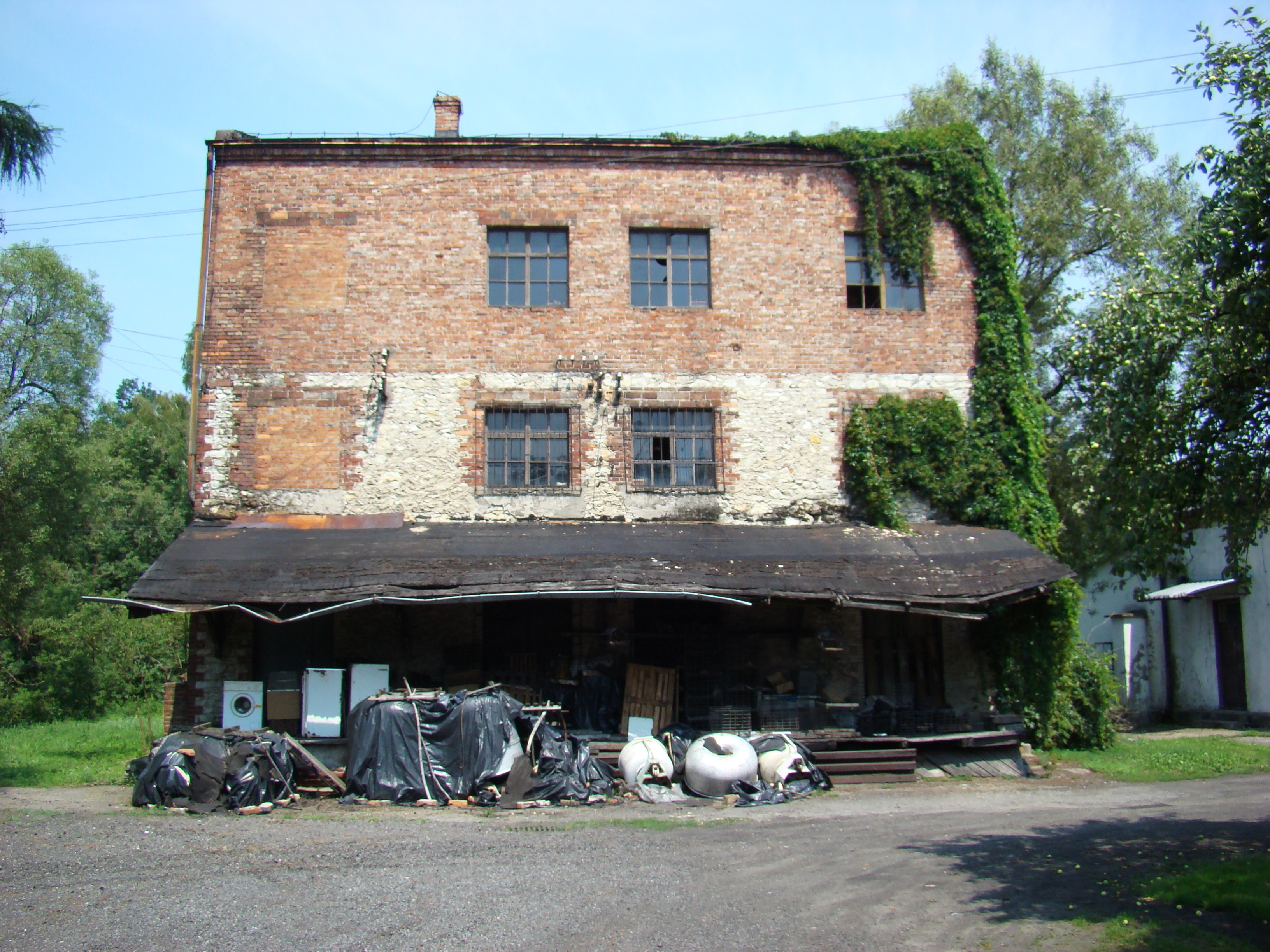
Młyn wodny Gawrońskich z lat 30. XX w.
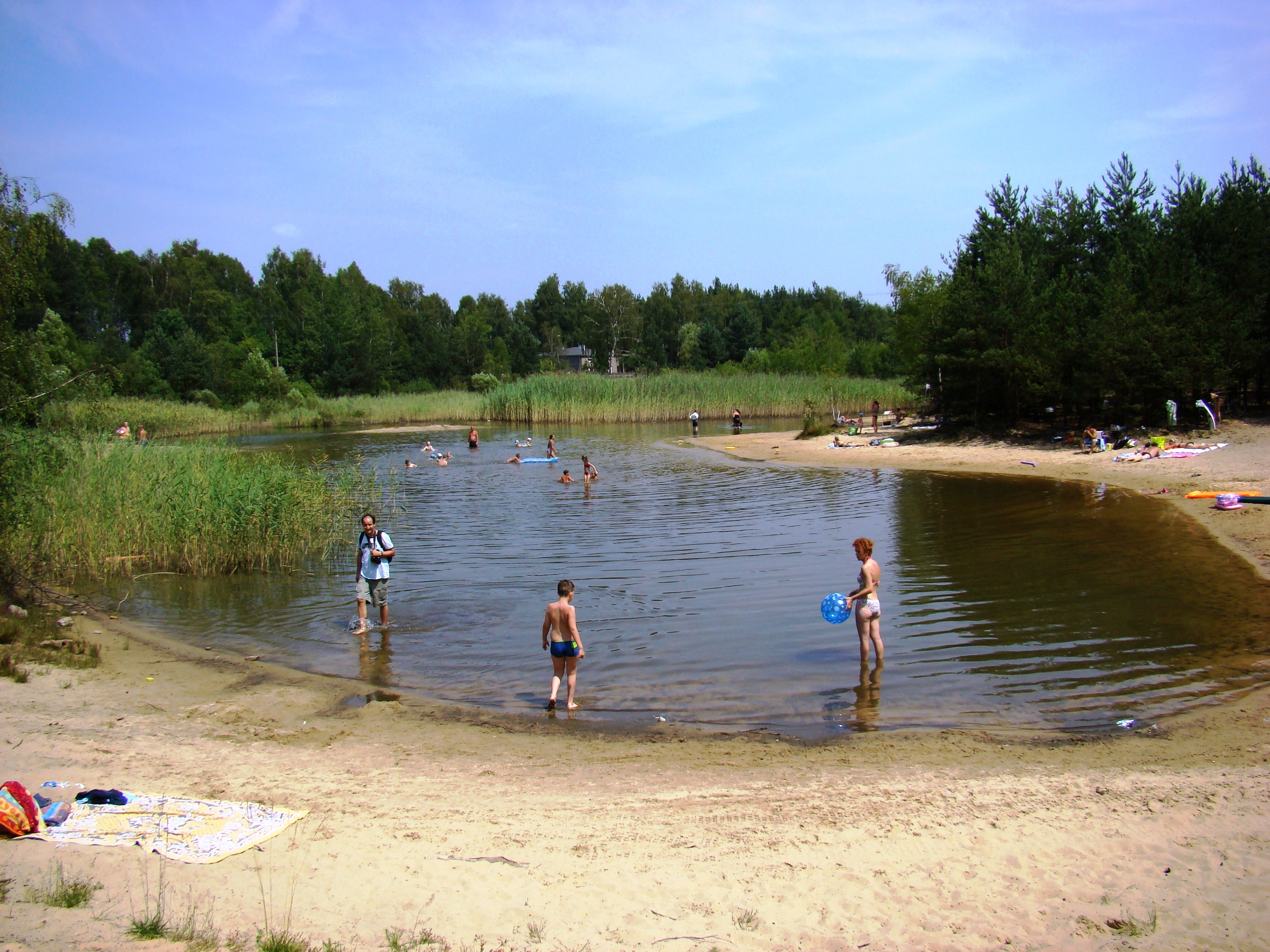
Zbiornik wodny zwany „Piachy”
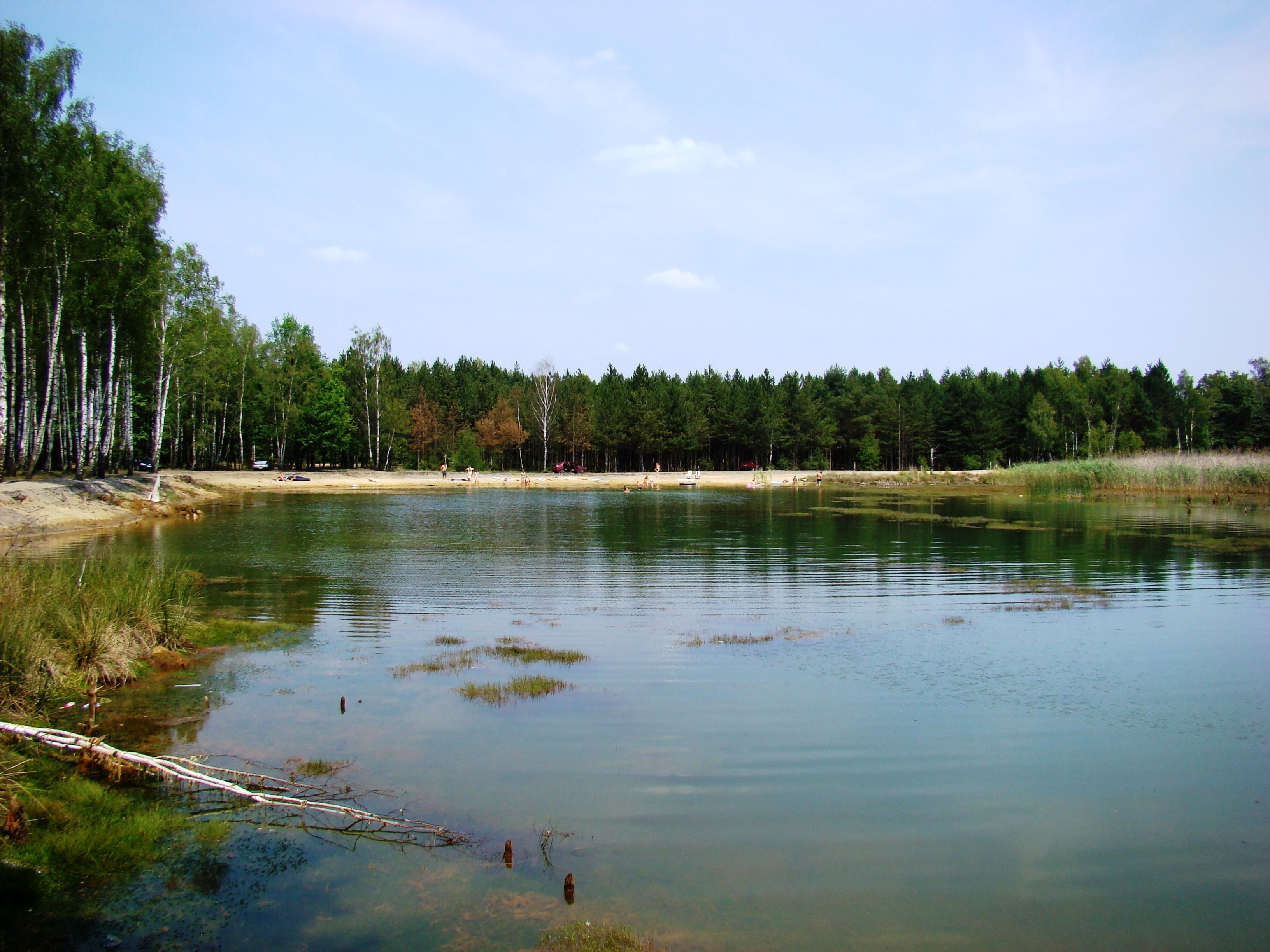
Zbiornik zwany „Samul”, od nazwiska właściciela miejsca w którym się znajduje